# Gobius strictus
Gobius strictus е вид лъчеперка от семейство Попчеви (Gobiidae).

## Разпространение
Видът е разпространен в Алжир, Испания, Италия, Мароко и Хърватия.